# Estuna och Söderby-Karls församling
Estuna och Söderby-Karls församling är en församling i Roslagens östra pastorat i Upplands södra kontrakt i Uppsala stift. Församlingen ligger i Norrtälje kommun i Stockholms län.

## Administrativ historik
Församlingen bildades 2006 genom sammanslagning av Estuna församling och Söderby-Karls församling och ingick i Söderbykarls pastorat. Från 2018 ingår församlingen i Roslagens östra pastorat.

## Kyrkor
- Estuna kyrka
- Söderby-Karls kyrka